# Xã Richland, Quận Newton, Arkansas
Xã Richland (tiếng Anh: Richland Township) là một xã thuộc quận Newton, tiểu bang Arkansas, Hoa Kỳ. Năm 2010, dân số của xã này là 281 người.